# Ellen Corver
Ellen Corver is een Nederlands pianiste.

## Opleiding
Corver studeerde aan het Koninklijk Conservatorium in Den Haag bij Else Krijgsman en Naum Grubert. Tijdens haar studie ontving ze al een aantal onderscheidingen. In 1979 won ze het Edith Stein Concours (tegenwoordig Prinses Christina Concours). 

## Activiteiten
Op het conservatorium kwam ze in aanraking met Karlheinz Stockhausen en zijn muziek, wat leidde tot een langdurige samenwerking met deze componist, uitmondend in de eerste complete opname van zijn werken voor piano door Corver op het eigen label van Stockhausen. Corver speelde ook de pianoconcerten van György Ligeti en John Cage met het Asko Ensemble. Ze werkte ook met György Kurtág. Ze maakte haar debuut met het Koninklijk Concertgebouw Orkest in een nieuw pianoconcert dat speciaal voor haar geschreven werd door Klaas de Vries in 1998. 
Naast deze nieuwe muziek speelt Corver ook het klassieke repertoire, met uitvoeringen van de pianoconcerten van Wolfgang Amadeus Mozart, Ludwig van Beethoven, Béla Bartók en Maurice Ravel met het Nederlands Philharmonisch Orkest, het Radio Kamerorkest en het Residentie Orkest. Vanaf 1990 maakt ze deel uit van het Amsterdam Piano Quartet, dat tot 2003 onder leiding stond van Maarten Bon.
Ze is ook actief in de kamermuziek: ze maakt deel uit van het pianotrio het Osiris Trio en ze vormt een duo met pianist Sepp Grotenhuis. 
Sinds 1992 is ze als hoofdvakdocent piano verbonden aan het Koninklijk Conservatorium in Den Haag.
- Gemeinsame Normdatei: 123684390
- International Standard Name Identifier: 0000 0000 2942 1336
- Library of Congress Control Number: n90630189
- MusicBrainz: a85a083f-860f-40d2-8ffd-4647ea78b51d
- Nationale Bibliotheek van Israël: 987007322001005171
- Virtual International Authority File: 59339001